# Porta Macedonia
La Porta Macedonia o Puerta Macedonia (en macedonio: Порта Македонија) es un arco de triunfo situado en la Plaza Pella en Skopie, Macedonia del Norte. Fue realizado en el marco del proyecto Skopie 2014 y está dedicado a los 20 años de independencia de Macedonia del Norte.
El arco tiene 21 metros de altura y su superficie exterior está cubierta de 193 m² de relieves esculpidos en mármol, que representan escenas de la historia de Macedonia.

## Construcción
La construcción del monumento comenzó en 2011 y se concluyó en enero de 2012, con un coste de 4,4 millones de euros. Su autora principal, Valentina Stefanovska, es una escultora que diseñó también varios de los otros monumentos grandiosos incluidos en el proyecto Skopie 2014, entre ellos una estatua dedicada a Alejandro Magno llamada El guerrero en un caballo.
Durante la ceremonia de inauguración, el primer ministro Nikola Gruevski admitió que él, personalmente, es un promotor del plan Skopie 2014.